# Đồng de Vietnam del Sur
El dong fue la moneda oficial de Vietnam del Sur y del Gobierno Revolucionario Provisional desde 1953 hasta el 2 de mayo de 1978. Se dividía en 100 xu.

## Historia

### Primer dong, 1953-1975
En 1953 la rama vietnamita del Instituto de Emisión de los Estados de Camboya, Laos y Vietnam emitió billetes denominados en piastras y dong. Al mismo tiempo se hizo lo propio en Camboya y en Laos. El dong circuló en las zonas no controladas por los comunistas. En 1953 se introdujeron monedas denominadas en su, pero no es hasta 1955 cuando se introduce un dong independiente emitido por el Banco Nacional de Vietnam.

#### Monedas
En 1953 se introdujeron monedas de 10, 20 y 50 su. En 1960, se añadieron monedas de 1 dong, en 1954 las de 10 dong, en 1966 las de 5 dong y en 1968 las de 20 dong. En 1975 se llegaron a acuñar monedas de 50 dong pero nunca salieron a la circulación debido al derrocamiento del gobierno.

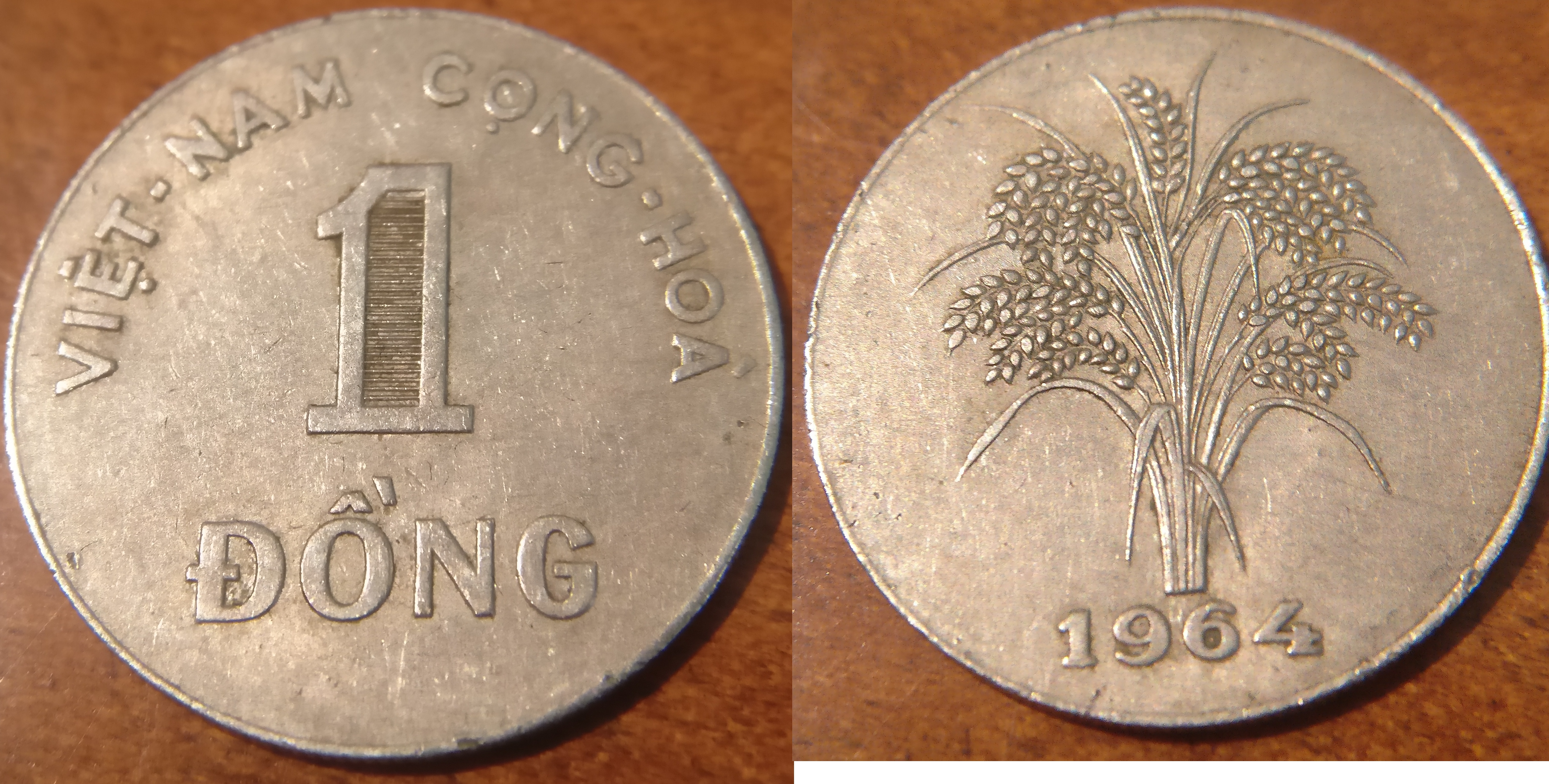
Moneda de 1 Dong de 1964

#### Billetes

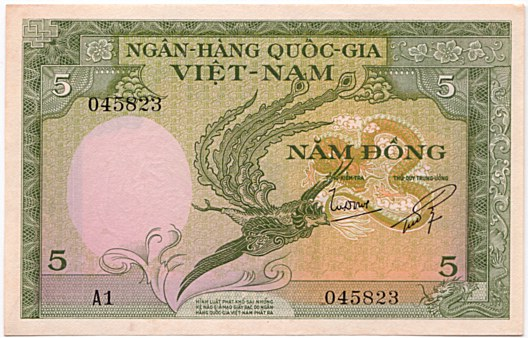
5 Dong República de Vietnam de 1955

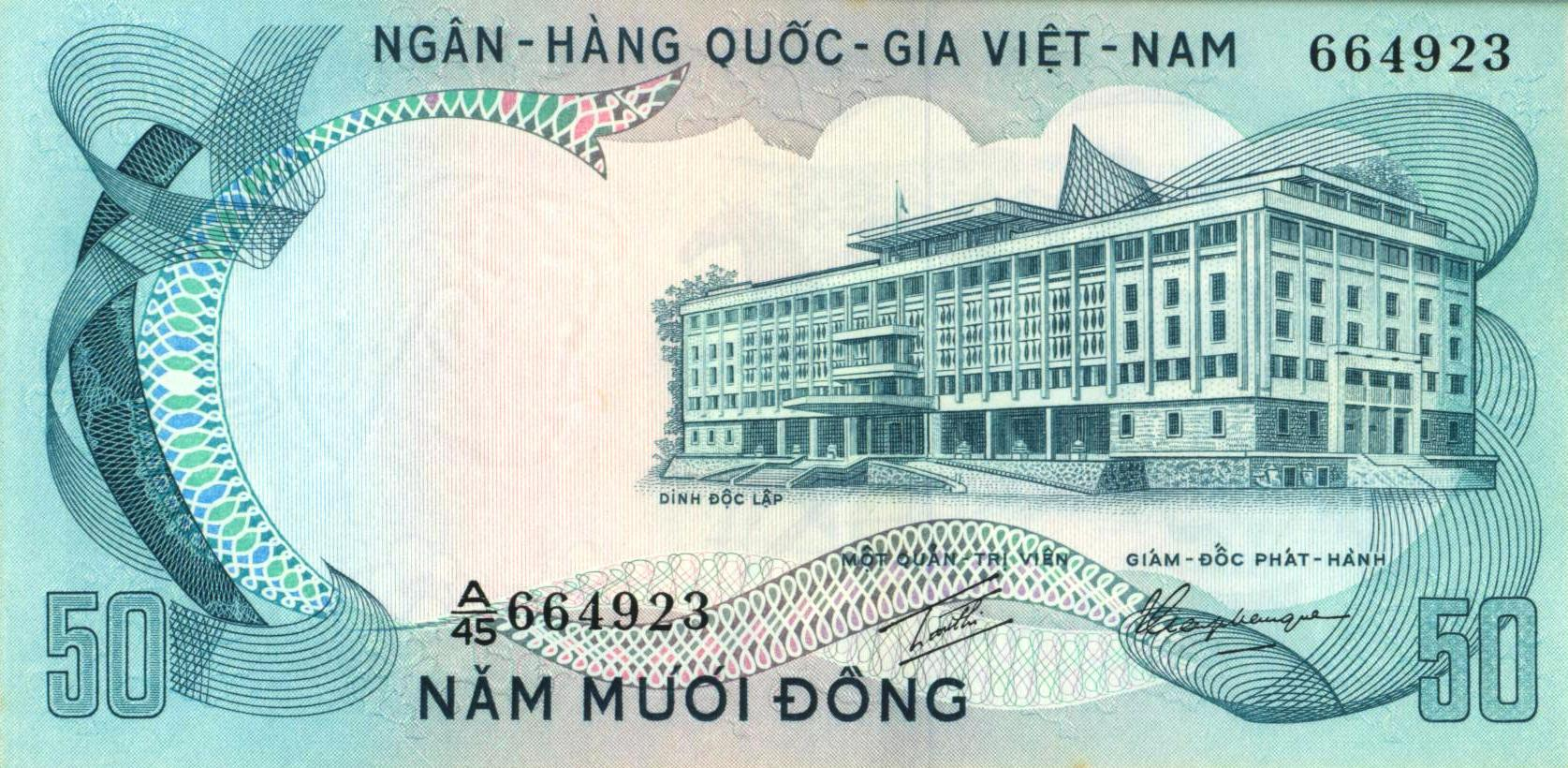
Billete de 50 Dong de Vietnam del Sur emitido en 1972

En 1953 el Instituto de Emisión de los Estados de Camboya, Laos y Vietnam introdujo billetes fechados en 1952 en denominaciones de 1, 5, 10, 100 y 200 dong. En 1955 el Banco Nacional de Vietnam (Ngân-Hâng Quôc-Gia Viêt-Nam) asumió las competencias para emitir dinero e introdujo billetes en denominaciones de 2 y 500 dong, y al año siguiente de 20 y 50 dong. Entre 1964 y 1968, los billetes inferiores a 50 dong se sustituyeron por monedas. En 1971, se introdujeron billetes de 1.000 dong. Debido a la inflación, se añadieron denominaciones de 5.000 y 10.000 dong impresos en 1975, pero que no llegaron a circular debido al cambio del régimen.

### Segundo dong, 1975-1978
Tras la derrota de Vietnam del Sur, el 22 de septiembre de 1975 el primer dong se sustituyó por una nueva moneda, llamada "dong de la liberación", con una tasa de cambio de 1:500. Este nuevo dong circuló hasta el 2 de mayo de 1978, cuando los dos estados vietnamitas se unificaron y el so
dong de la liberación se sustituyó por el nuevo dong vietnamita con una tasa de cambio de 0,80 dong = 1 nuevo dong.

#### Monedas
Se acuñaron monedas de 1, 2 y 5 xu, todas de aluminio y con un agujero en el centro. La única moneda fechada es la de 2 xu en 1975, sin embargo las de 1 y 5 xu se cree que pueden ser de 1976.

#### Billetes
El Banco de Vietnam (Ngân-Hâng Viêt-Nam) emitió billetes en denominaciones de 10, 20 y 50 xu, 1, 2, 5, 10 y 50 dong, todos fechados en 1966.